# 레득아인
레득아인(베트남어: Lê Đức Anh, 1920년 12월 1일 ~ 2019년 4월 22일)은 베트남의 정치인으로, 1992년 9월부터 1997년 6월까지 베트남 국가주석을 지냈다.